# 周激流
周激流（1963年7月—），四川威远人，中华人民共和国教育家。

## 生平
毕业于四川大学无线电系电子学专业，后进入清华大学无线电系通信与信息系统，获硕士学位。1999年7月，获四川大学水电学院水资源专业博士。2007年12月起任成都学院校长。2014年2月被免职。